# Посольство Анголы в России
Посо́льство Респу́блики Анго́ла в Росси́и — официальная дипломатическая миссия Анголы в России, расположена в Москве в районе Раменки на улице Улофа Пальме.

## Отделы посольства
- Отдел политики
- Отдел экономики
- Отдел прессы и культуры
- Консульский отдел
- Студенческий отдел
- Военное представительство

## Дипломатические отношения
Дипломатические отношения между СССР и Анголой были установлены 11 ноября 1975 года.

## Послы Анголы в России
- Луиш Дукуи Паулу де Каштру (1980—1983)
- Жозе Сезар Аугушту Килуанджи (1983—1989)
- Мануэл Бернарду ди Соуза (1989—1993)
- Луиш Дукуи Паулу де Каштру (1993—1999)
- Роберто Леал Монтейро (1999—2006)
- Самуэль Тито Армандо (2006—2009)
- Жоаким Аугушто де Лемуш (2011—2021)[1]
- Аугушту да Силва Кунья (с 2021)